# La Tota y la Porota
La Tota y la Porota fue un programa cómico de televisión argentino protagonizado por los actores Jorge Porcel y Jorge Luz.

## Descripción
La Tota y la Porota fue un programa protagonizado por la dupla de Jorge Porcel en el papel de Tota Rizutti de Cacarullo, La Tota y Jorge Luz como Porota Donatuzo de Cacopardo, La Porota que nació como un segmento en el programa televisivo Las gatitas y ratones de Porcel.

## Génesis
La Tota y la Porota había aparecido por primera vez como Las Chusmas en el año 1969, en el programa Domingos 69 pero no tuvo mucha aceptación y quedó olvidado. Hay dos versiones de como surgió la idea del sketch. La primera dice que nació de una conversación de dos mujeres que Jorge Luz y Porcel habían escuchado mientras esperaban en un pasillo. La segunda, cuenta que en los espacios muertos de las grabaciones del Operación Ja-Já de la década de 1960, cuando Javier Portales vio a Jorge Porcel y Jorge Luz les dijo ¿cómo les va señoras?, a lo que estos le respondieron hablándole como tales.
Jorge Luz se encargó de ponerle nombre a los personajes, para el suyo eligió Porota, inspirado en una amiga de barrio que él tenía y para Porcel eligió Tota pensando que debía ser “algo que suene grande”. Debido a su popularidad, con el tiempo se transformó en un programa propio.

## Argumento
La Tota y la Porota trataba de dos señoras chismosas de barrio que recibían la visita de un invitado masculino al que terminaban acosando. Según contaban los protagonistas, no había libretos y pasaban horas enteras grabando debido a la increíble capacidad de improvisación de Porcel y Luz.

## Década de 1990
En 1994, La Tota y la Porota volvieron dentro del programa Cartón lleno, por Telefe.
Entrada ya la década de 1990, Porcel se instaló en los Estados Unidos, donde incluyó a la Tota en su programa A la cama con Porcel.
En tanto, Jorge Luz con la Porota protagonizó una comedia semanal al mediodía, junto al cantante de tangos Enrique Dumas y gran elenco, por Telefé. En él, la Porota dejaba los conventillos de La Boca para irse a vivir en una pensión de Recoleta.